# Spang
Spang is een buurtschap in de gemeente Texel in de provincie Noord-Holland.
Spang ligt aan de Spangerweg tussen Den Burg en Oosterend op het Nederlandse waddeneiland Texel. Over de herkomst van de plaats naam bestaat een onzekerheid. Het kan een samentrekking zijn van 'ga', dat landstuk of buurt betekent en 'Span', een Friese persoonsnaam. Ook kan het verband houden met het Germaanse woord 'Spanga', dat balk betekent, of het kan staan voor voetbrug of vlonder. In 1616 komt de buurtschap op een kaart van A. Metius al voor. Daarna groeide de buurtschap in grootte. Spang ligt tegenwoordig meer in de lengte en heeft geen dicht bij elkaar gelegen kern. Kadastraal valt Spang onder de buurt "Verspreide huizen op het oude land". Met slechts 24 inwoners per km2 is dit een van de buurten met de laagste bevolkingsdichtheid in Nederland.
Er staat in de buurtschap een boerderij die dezelfde naam draagt.
 In het gebied rond Oosterend zijn twee eendenkooien gelegen, de Noorder- en de Zuiderkooi. Vlak bij Spang ligt de Zuiderkooi, ook wel Kooi van Spang genoemd; deze ligt ter hoogte van het natuurgebied Zandkes en de Kleiput. Deze kooi werd voor het eerst gemeld in de brieven van Pieter van Cuijck (Brieven over Texel, 1789) en is zichtbaar op een kaart uit 1774. Sinds 1943 is de kooi eigendom van Natuurmonumenten. Op zaterdagen is de kooi open voor publiek. Er zijn dan rondleiders beschikbaar.
|                                                                                |  |  |
| Links: Boerderij in Spang rond 1915. Rechts: Boerderij genaamd "Spang" in 2025 |  |  |